# Stridsvagn m/38
Stridsvagn (Strv m/38) byl lehký tank navrhnutý a produkovaný ve Švédsku mezi léty 1938-1939. Tank byl produkovaný firmou AB Landsverk na bázi tanku L-60. Tank byl navrhnut už v roce 1934 a v roce 1937 byl projekt připraven. V té době taky přišel požadavek od Švédské armády na výrobu 15 tanků.

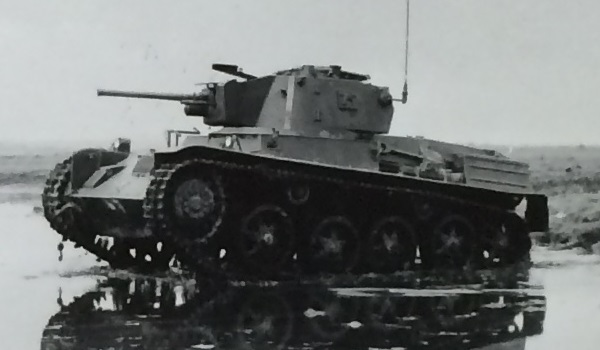
Lehký tank Strv m/38

## Technické údaje:
- rychlost: 46 km/h
- dosah: 270 km po silnici
- motor: Scania-Vabis 1664
- výkon: 104,4 kW
- délka: 4,8 m
- šířka: 2,075
- výška: 2,05 m
- hmotnost: 8525 kg
- pancéřování: 6-15 mm
- osádka: 3
- hlavní výzbroj: bofors m/38 ráže 37mm
- sekundární výzbroj: ksp m/36 ráže 8mm